# Contaminanti emergenti
I contaminanti emergenti (contaminants of emerging concern) includono una serie di composti chimici organici, quali, ad esempio, pesticidi, prodotti di uso agricolo e farmaci, che rispondano alle seguenti caratteristiche:
- Sono presenti nell'ambiente in concentrazioni molto contenute (trace concentrations).
- Ciò nonostante, esistono elementi che appaiono suggerire il rischio che tali composti possano comportare danni all'ecosistema in uno scenario a lungo termine.
- Tali preoccupazioni sono destate in particolare dalle caratteristiche chimiche di queste molecole, che sono tipicamente difficili da degradare. Con riferimento ai prodotti farmaceutici, esistono ulteriori preoccupazioni legate al carattere bioattivo di questi composti, che sono appositamente sintetizzati affinché interagiscano con i tessuti (umani e animali). Considerando questo fattore congiuntamente al rischio di accumulo nell'ambiente di tali sostanze, esiste anche il rischio di compromettere in futuro la salute umana stessa. Ciò potrebbe verificarsi, ad esempio, qualora questi composti andassero a contaminare le fonti di acqua potabile.
- Nel 2021, alcuni di questi composti non sono ancora stati inseriti sistematicamente in programmi di monitoraggio (a livello nazionale, europeo o mondiale), ma a partire dal primo decennio del ventunesimo secolo risultano menzionati il liste quali, ad esempio, quella delle sostanze medicinali ad alta priorità nel contesto dei farmaci aventi maggior impatto sul ciclo dell'acqua (high priority substances within relevant pharmaceuticals to the water cycle). La lista in questione risulta elaborata dalla Global Water Research Coalition (GWRC).[2]